# Grégory Privat

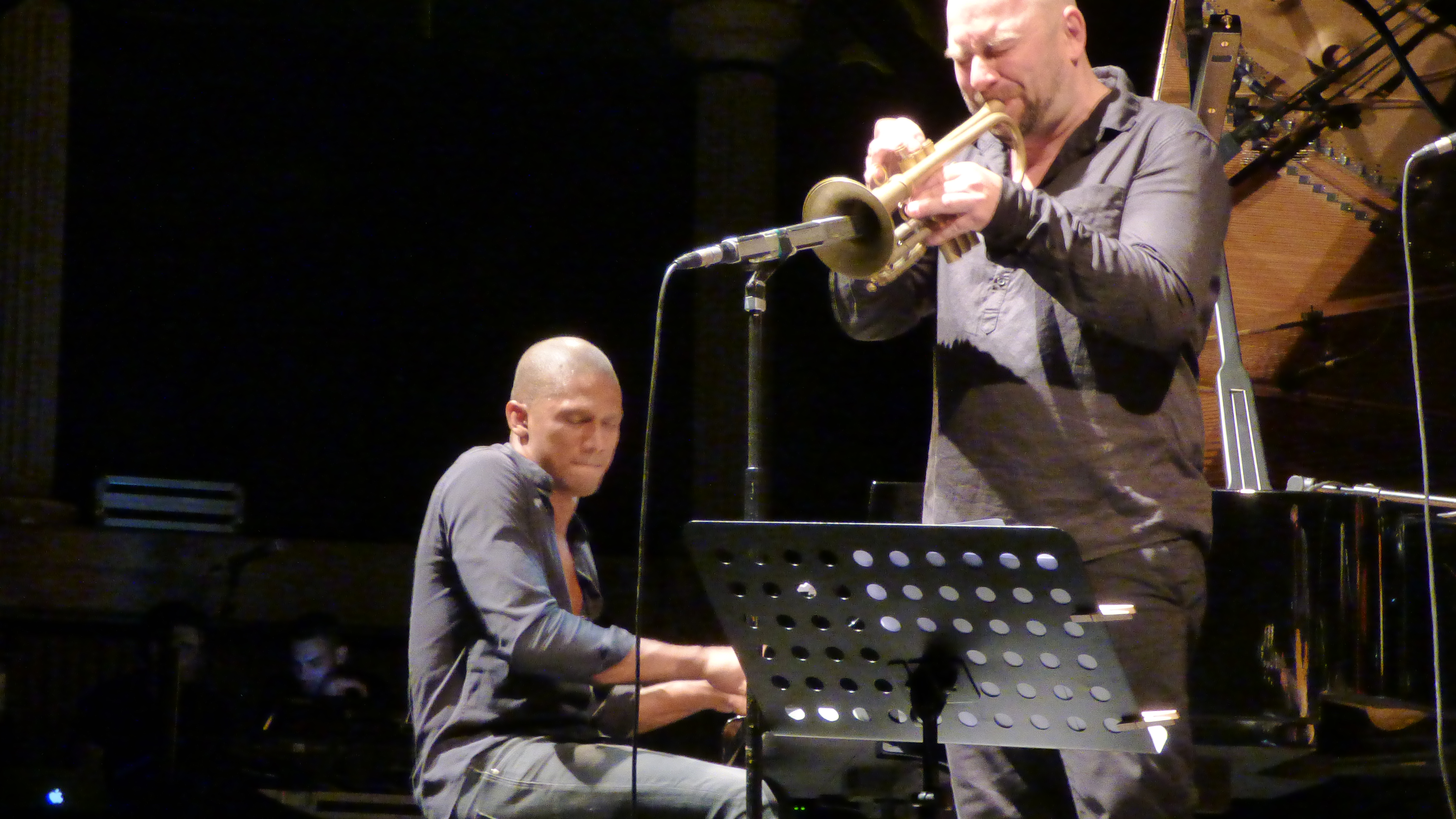
Grégory Privat (links) mit Sebastian Studnitzky (2016)

Grégory Privat (* 22. Dezember 1984 auf Martinique) ist ein französischer Jazzmusiker (Piano, Komposition).

## Leben und Wirken
Privat stammt aus einer Musikerfamilie; sein Vater José Privat war zeitweise als Pianist und Komponist in der Weltmusik-Band Malavoi tätig und veröffentlichte mehrere Soloalben. Er ermutigte ihn mit sechs Jahren zum Klavierunterricht. Nach zehn Jahren klassischer Musikausbildung begann Privat zu komponieren und zu improvisieren. Zum Studium der Ingenieurwissenschaften ging er nach Toulouse. Während des Studiums spielte er in lokalen Clubs solo und mit einem Trio, bestehend aus Maxime Delporte (Bass) und Alyss Kalbez (Schlagzeug). 2005 trat er erstmals beim Festival de Jazz à Sainte-Marie auf.
Nach seinem Studienabschluss gründete Privat mit Jean Emmanuel Dommergues (Bass) und William Daubé (Perkussion) ein Jazztrio. Mit 27 Jahren wurde er professioneller Musiker. Im Jahr 2011 veröffentlichte Privat sein Debütalbum Ki Koté. 2014 erschien auf dem Label Plus Loin Music das Konzeptalbum Tales of Cyparis;  an dem Album waren Joby Bernabé und Gustav Karlström beteiligt. Gemeinsam mit dem Ka-Trommler Sonny Troupé legte er 2015 das Album Luminescence vor. 2016 folgte sein Album Family Tree mit Linley Marthe und Tilo Bertholo bei Act.
Privat gehörte weiterhin zu verschiedenen Gruppen von Jacques Schwarz-Bart und zum Liberetto-Ensemble von Lars Danielsson, mit denen er auch aufnahm. Er ist zudem auf Alben von Franck Nicolas, Dominique di Piazza, Yousuke Onuma oder Manu Le Prince zu hören. Er arbeitete auch mit Rémi Vignolo, Catia Werneck, Aida Khann, Paco Séry, Hadrien Feraud, Lukmil Pérez, Guillaume Perret und Stéphane Guillaume.

## Diskografische Hinweise
- Ki Koté (Gaya Music Production 2011)
- Tales of Cyparis (Plus Loin Music 2014)[5]
- Grégory Privat & Sonny Troupé Luminescence (Jazz Family 2015)
- Family Tree (ACT 2016)[6]
- Soley (Buddham Jazz 2020)[7]
- Yonn (Buddham Jazz 2022)
- Jacques Schwarz-Bart, Grégory Privat: 22 (Buddham Jazz, 2025)[8]